# 科爾薩克海崖
84°14′S 162°25′E / 84.233°S 162.417°E
科爾薩克海崖（英語：Coalsack Bluff），是南極洲的海崖，位於沙克爾頓海岸，處於鮑斯冰原島峰西南面11公里，由新西蘭探險隊命名，現時由南極條約體系管理。